# 美味しんぼ
『美味しんぼ』（おいしんぼ）は、原作：雁屋哲・作画：花咲アキラによる日本の料理・グルメ漫画作品。『ビッグコミックスピリッツ』（小学館）にて1983年20号より連載。1987年、第32回小学館漫画賞青年一般部門受賞。2020年10月時点で累計発行部数は1億3500万部を突破している。テレビアニメ・実写テレビドラマ化もされている。

## 概要
『東西新聞』文化部記者の山岡士郎と栗田ゆう子を主人公とし、「究極のメニュー」作りを通して様々な人々が抱える悩みを、食を通して解決させるストーリーである。それまでの料理漫画には見られなかったリアリティあふれる描写が好評を博し、テレビアニメ、テレビドラマ、映画など様々なメディア展開が行われ、グルメ漫画や日本のグルメブームの活性化に寄与した。
作中では料理に加えて食材や食文化、さらに食品添加物やコメ輸入自由化、捕鯨問題などを扱い雁屋の独自論を主張する。回を追うにつれて批評対象が食と無関係の事象にも及ぶようになったことや、雁屋の事実誤認や偏見、科学的立証に基づかない批判もあるため、読者や批判対象となった企業・団体などから本作に抗議が寄せられることも多々見られる（#抗議）。
作中では実在する人物や現実にあった出来事、実際の発表データなどが多く使われているのに反して、祖母が鶏肉を食べただけで同居している家族（ゆう子の兄）の事すら誰かわからない程の認知症が治る、トコブシの炊き込みご飯（通称「海のマツタケご飯」）を食べただけで重度の記憶障害が治る、チゲを食べただけで二日酔いが治る（そのような科学的根拠はない）、豚肉を食べただけで末期の癌が治癒（これについては山岡が「ガンが消えた!!」と驚愕するなど、作中でもあり得ない事例として描かれている）、超能力によって時空を移動して昆布と鰹節の製造工程を見学するなど、漫画ならではの非現実的な描写もある。
取材のためとして2000年頃からは1年のうち大半を長期休載し、東日本大震災など一つの主題を連続で描くときも途中で度々休載し、休載せずに完結することは少ない。ビッグコミックスが刊行する単行本の他、文庫版、愛蔵版、テーマ毎に再編集した総集編、「美味しんぼ塾」「美味しんぼの料理本」などの関連書籍も刊行されている。第1巻から第60巻までの収録分は有料でネット配信されていたが、配信サイト「ライコスジャパン」が日本から撤退して終了した。台湾では小学館から正式認可を受けた東立出版社が、『美味大挑戦』を繁体字中国語版で刊行している。
連載と長期休載が不定期に反復される状態を雁屋や関係者らが話し合い、『ビッグコミックスピリッツ』2008年24号で連載開始から25年間続いた山岡士郎と海原雄山父子の確執を和解させ、ストーリーに区切りを付けて2009年13号から連載を再開したが、後述の『福島の真実』編が終了した2014年5月19日25号以降、休載状態にある。だが、全編の登場人物が出てきてどんちゃん騒ぎするという最終回の構想は既にできているという。
タイトルの『美味しんぼ』は雁屋の造語で、フランス語の「グルマン」に近い意味で、「おいしいものをたくさん食べたがる食いしん坊」という意味を込めた。「食べ物を題材にした漫画を描いて欲しい。」と依頼され、作品名を決めることが面倒で担当編集者に依頼したが、提案された「味で勝負」「味キング」「味一番」などが気に入らず、結局、雁屋自身が編み出した。雁屋は、『男組』『野望の王国』の原作などで稼いだお金が「哲ちゃんが飲み食いしちゃった」ため残っていないと妻に言われ、「食べ物で失ったお金は食べ物で取り返そう」と決意して始めた。

## あらすじ
プロローグ
『東西新聞』文化部の記者である山岡士郎と栗田ゆう子は味覚のテストを合格し、同社創立100周年記念事業として「究極のメニュー」作りに取り組むことになった（第1巻）。文化部のお荷物記者だった士郎と新人記者ゆう子のコンビは不安視されたが、士郎の鋭敏な味覚と広範な知識、優れた調理技術により食べ物を通じて諸問題を解決し、二人は周囲の信頼を得ていく。
しかし、美食倶楽部を主宰する美食家・海原雄山との出会いから、士郎が雄山の実の息子と判明する。父子は母親の死をめぐる確執から絶縁しており、偶然顔を合わせる度に意地を張り合い、料理対決することになる。
究極のメニューVS至高のメニュー
やがて「究極のメニュー」への対抗から、ライバル紙の『帝都新聞』が雄山の監修による「至高のメニュー」という企画を立ち上げ、週刊タイム誌上で定期的に「究極」と「至高」の一品が同時発表されることが決まる（第15巻）。企画は事実上、両者を比較する「究極」対「至高」の料理対決であり、料理を通じた父子対決の場であった。しかしゆう子は、雄山の態度や二人の過去を知る関係者の発言から、父子の確執の原因は士郎の誤解と気づき、父子関係の修復を図るようになる。
『東西グラフ』誌の企画「世界味めぐり」に士郎・ゆう子らも同行し始め（第21巻 - ）、二人の活動範囲が国内外に広がる。この業務関係者のうちから、士郎・ゆう子それぞれに対し求婚者達が現れるが、同時に両者が惹かれ合っていることを自覚していく。しかし士郎は母の死のトラウマから、なかなか結婚に踏み切ることができなかった。
ゆう子との結婚
その後、士郎とゆう子は正式に婚約。双方の元求婚者達とは良き友人となる。披露宴は究極・至高のメニュー完成発表会（一度目）の場を兼ね、総括的なメッセージを込めた前菜・主菜が発表される。その直後 審査員から究極・至高の続行を要請される（第47巻）。士郎・ゆう子らが新婚生活に苦労する頃、悪徳マスコミ経営者・金上が東西新聞および雄山に攻撃を仕掛ける（第50巻 - ）。そうした事件を含めて、士郎と雄山の協力劇が増える。
日本全県味巡り
「日本全県味巡り」が提唱され、これも究極・至高対決の題材となる（第71巻 - ）。士郎・ゆう子の間に長男・長女が双子として誕生（第75巻）。両メニューが雑誌として定期刊行を始めた頃から（第86巻）、士郎・ゆう子・雄山は究極・至高メニューの世代交代を考え始める。『東西新聞』文化部に配属された飛沢周一は、士郎と美食倶楽部との間を行き来し、後継者候補となる（第91巻）。その後、士郎・ゆう子の間に二女が第3子として誕生（第99巻）。
雄山との和解
士郎・雄山の和解を望むゆう子は、2度目の両メニュー完成発表会を「相手を喜ばせる」対決とするように図り、親子は一応和解した（第102巻）。そして士郎は雄山と過去を乗り越え、父子はついに真の和解を果たすこととなる（第111巻）。

## 用語
- 究極VS至高
- 日本全県味巡り

## 反響
1980年代に外食が定着、グルメブームの原動力の一つでありそれに乗っかったのが『美味しんぼ』でもあり、主人公の山岡が目指すテーマ「究極」は1986年の新語・流行語大賞新語部門金賞に選ばれた。それまでの料理漫画は野球漫画を始めとしたスポ根、試合や実況を換骨奪胎したものだったが、そのようなまさに漫画チックなアイデアやリアクションをしない画期的さ、薀蓄を詰め込んだ情報漫画として後発の料理漫画に影響を与え、雁屋はグルメブーム批判のために原作を担当したが本作の誕生によって料理漫画からグルメ漫画と呼ばれるようになった。新たな主人公性として基本的には料理は作らずその知識や情報を語る批評家としての役割を確立した。絵は情報の邪魔にならないように抑えられ、絵面で過剰に表現されていたアクションは「まったりとして…」など台詞の過剰さに置き換わった。
漫画内に雁屋の政治的思想や個人的な好みが反映されるシーンが多く、度々批判される。例えば、中宮崇は以下のような点を批判している。
- 第4巻「酒の紅葉」の農薬を使った安米や混じり物ばかりの安酒を好む庶民を指す「日本の酒飲みって最低ね」、第18巻「ドライビールの秘密（前編）」の「つくづく日本の酒飲みがなさけなくなったね……」、同巻「ドライビールの秘密（後編）」の「日本の酒飲みも地に落ちたものさ」などのセリフを、エリート意識から庶民を断罪していると指摘する[16][17]。
- 第33巻「魅惑の大陸（後編）」ではオーストラリア（豪州）を「世界でも一番進んだ思想であるオーストラリアの多文化主義」と憧れて雁屋は移住もしたが[18]、第65巻「オーストラリアの危機（中編）」では豪州に差別主義が台頭しつつあることを取り上げ、キャラに「今はあまり行かない方がいい国だ」と言わせて観光でも行くことは危険であると過去の考えを一転させた。中谷は、雁屋が考えの変化の理由を豪州の変化に求め、かつて白豪主義を標榜して先住民虐殺や土地収奪の過去がある国の歴史を考慮しなかった点を疑問視している[19][20]。
- 中国の要人を支那そば屋に連れて行った際、「最近、支那は蔑称ではないと主張して、中国を支那と公の場で呼ぶ政治家や物書きが増えてきた。幼稚でみっともないね」と結論付け、警察の中松を介入させて看板を「ラーメン」に取り換えさせる物語（第76巻「中華と中国」）は、全21ページ中ラーメンの解説は4ページに過ぎず、雁屋の政治的思想が中心になっていると批判した[21]。
- 「はじめての卵」（第469話、単行本未収録）における間違った描写について、雁屋は「20年前に問題のなかったものが今は危ないものになっていることを見逃したのは私の失策でした」と述べたが、自分のせいではなく環境の変化だと言い逃れに終始し、その後の「げんなりしている」との発言も無責任と批判した[22][18]。
- 第59巻「マルチメディアと食文化」では、主人公が「ふん。ウィンドウズマシンか…」と軽蔑の表情をして、部所の者に対して「その画面のダサくてみっともないこと、まともな美的感覚があったら使えたもんじゃない!」「そんなものを使う奴はマゾヒストだね、だからあれはMS-DOSじゃなくて、SM-DOSってんだ!」と言うシーンがあるが、本作はグルメ漫画であって食べ物と無関係な醜悪なヘイトを撒き散らすことが雁屋にとって利益になるのか疑問であり、当時の機器の販売価格を考慮すると、庶民でも使えるマシンを「まともな美的感覚があったら使えたもんじゃない!」とキャラに言わせていると指摘している[23][17]。

一方で、中宮は本作の功績が大きい点も認めており、第13巻「激闘!鯨合戦!」において、捕鯨反対派のジェフに対して何かの刺身を食べさせ、フグのようだと喜んで平らげたところでそれはクジラの刺身だと明かすと、ジェフが激怒するシーンを挙げ、手法の評価はともかく反捕鯨運動の欺瞞性を悟らせた好影響があるとする。
そのほか、第37巻「生きた宝石」にて、ホタルイカを生食する描写（ホタルイカの踊り食い）がなされているが、ホタルイカの内臓には高い確率で旋尾線虫という寄生虫が生息しており、重篤な寄生虫感染症を起こす可能性が高いため絶対に避けるべき行為とされる。また、内臓ごとの生食はさらに寄生虫感染の危険度が高まる行為である。厚生省生活衛生局は、生食を行う場合には、-30℃で4日間以上か同等の殺虫能力を有する条件で凍結させて寄生虫を殺虫すること、ならびに、内臓を除去すること、または内臓除去が必要である旨を表示すること、生食用以外の場合には加熱処理を行うことと指導している。

### 抗議
漫画内で記した事柄に関して、各界から抗議が寄せられた。
ハチミツと半熟卵
『ビッグコミックスピリッツ』2000年42号に掲載された「はじめての卵」（第469話）において、作者の知識不足から離乳食に蜂蜜と半熟卵を勧めるという話が掲載されて問題になり、同年10月16日発行の『ビッグコミックスピリッツ』同年44号で原作者と編集部が謝罪した。この回は単行本に収録されていない。生後数週から数ヵ月の乳児が蜂蜜を摂取した場合乳児ボツリヌス症を引き起こす危険性があり（1987年に厚生省から通達。そのため蜂蜜商品には「1歳未満の乳幼児には与えないようにして下さい」との説明がラベリングされている）、近年でも実際に死亡例が存在する。また卵アレルギーは3歳以下の乳幼児に多くみられるため、卵を与えることで発症させる恐れがある。
食品添加物
第6巻第1話「江戸っ子雑煮」において、士郎が市販のかまぼこを「添加物のかたまり」と評したことについて、業界団体から抗議が寄せられた。単行本掲載時には該当するフキダシのセリフが変更されている。
第21巻第9話「辛し明太子」では友人が送ってきた明太子に対し、化学調味料が大量にまぶされていることから「日本で最も恥ずかしい食べ物」との記述がある。
第101巻と第102巻には評論家の安部司が実名で登場し、食品添加物を批判している。しかし安部の主張は松永和紀他複数のジャーナリストや科学者により厳しく批判されている（詳細は「安部司#批判」を参照）。
『ビッグコミックスピリッツ』2007年48号掲載の「食の安全2」においては「食品添加物だけをブレンドしてインスタントラーメンの豚骨スープができる」としたが、翌49号では劇中の安部がブレンドした材料の中に添加物以外に香辛料なども含まれていたため「添加物をもとに豚骨スープができる」と編集部により訂正。さらに同年50号で社団法人日本即席食品工業協会からの抗議によって、実際のスープの主材料は「ポークエキス」や「スキムミルク」などの食品素材であり添加物は補助的なものであると認め、再度訂正を行った。この話は第101巻に収録されているが、雑誌掲載時の「こんなのみんな作り物だ!」との安部のセリフが、「こんなのほとんど作り物だ!」に差し替えられるなど、セリフが大幅に修正されている。
遺伝子組み換え作物
2010年5月24日号の『ビッグコミックスピリッツ』に掲載された第592話「続・食と環境問題」において、遺伝子組み換え作物や農薬の安全性に関し科学的根拠に乏しい、または事実と異なる内容が掲載されたとして、東京大学名誉教授で「食品安全情報ネットワーク」（FSIN）代表の唐木英明が、小学館ビッグコミックスピリッツ編集部に対し訂正を要請した。FSIN側は、作中で紹介された「遺伝子組み換えジャガイモによる臓器への影響」や「遺伝子組み換えトウモロコシによるアレルギー症状」などの記述について、科学的な誤りや誤解を招く表現が含まれていると指摘した。例えば、ジャガイモの事例は研究用の特殊な品種で商品化されておらず、アメリカでのアレルギー症状についてもアメリカ食品医薬品局（FDA）などの調査で関連性は認められていないこと、農薬の動物実験についても現実の残留基準とは異なる過剰投与によるものであることなどを挙げている。この要請を受け、2010年7月7日にFSINと編集部の間で話し合いが行われたが、編集部側は「作中の記述には科学的根拠があり、さまざまな意見を紹介する趣旨である」として訂正には応じず、両者の主張は平行線のまま合意には至らなかった。ただし、唐木が「今後、食品の安全性を取り上げる際にはこの話し合いの結果を考慮すること」を求めたところ、編集長もこれに同意した。唐木は著書の中で「人気漫画で間違った情報を紹介すると、大きな誤解を広めることになりかねない」と指摘している。
六ヶ所再処理工場
『ビッグコミックスピリッツ』2010年1号に掲載された「美味しんぼ」（第591話／食と環境問題）の中で、六ヶ所再処理工場に関する内容を取り上げた。日本原燃はこの内容に関して「一般読者の方々が施設の安全性などについて、誤解をされたり不安を抱かれたりする懸念があります」としてサイトに主張を掲載した。
木造建築
『ビッグコミックスピリッツ』2010年20号に掲載された「美味しんぼ」にて「日本の家屋で木材を、それも国産の木材を使う率は恐ろしく低い」と記述。その理由に関する「ひとつは、日本の建築学会が1959年に木造建築を否定したことにある」との記載について、日本建築学会がウェブサイト上に解説文を掲載した。
醤油
作中で複数回繰り返される「丸のままの大豆」ではなく「脱脂した大豆」を使ったものは本当の醤油ではないという表現に、大手醤油メーカーからクレームがついた。しかし、雁屋によればそのメーカーは後に「特別な日のための」というコピーをつけて「丸大豆醤油」を発売したという。なおこの問題については、両者の違いは油分の有無だけであって、技術の進んだ現在では脱脂大豆を使ってもほとんど味は変わらないと主張するメーカーもある。一方で、大豆の油脂分から「まろやかでやわらかな口当たりと深いコク、穏かな香り」が得られるとしているメーカーもあるなど、醤油業界内でも様々な考え方が併存しており、優劣をつける意味はないとの指摘もある。

#### 東日本大震災・福島第一原発事故に関する記述
『ビッグコミックスピリッツ』2014年22・23合併号に掲載された「美味しんぼ 第604話 福島の真実その22」で、山岡や海原ら登場人物が福島第一原子力発電所に取材に行った後、疲労感を覚えたり原因不明の鼻血を出したりするなど体調の異変を訴え、実際の前福島県双葉町長である井戸川克隆が「福島では同じ症状の人が大勢いますよ。言わないだけです」と語る場面が描かれた。これに対して読者から「風評被害を助長する内容ではないか」との批判が寄せられ、『スピリッツ』編集部は「雁屋の実体験に基づいた表現を尊重したが、風評被害を助長するような意図はない」との声明を出した。これ以前にも雁屋は自身のブログ上で同様の投稿をしており、この件に関して「私は自分が福島を2年かけて取材をして、しっかりとすくい取った真実をありのままに書くことがどうして批判されなければならないのか分からない」と語っている。後に「責任は全て私にあり、スピリッツ編集部に抗議するのはお門違い」とした。
ただし井戸川が体験したという鼻血問題のメディア提示はこの作品が初出ではない。2012年4月25日、参議院の憲法審査会に町長の井戸川は参考人として招致されており、出席した自民党議員の山谷えり子は審査会の最後に、雑誌に掲載されていたというほぼ同一の井戸川の意見を引用し、政府に「双葉郡民は憲法上の国民ではないのか」と対策を迫っているが、この際の雑誌掲載や国会での意見引用に関しては政府も自民党も県も双葉町も一切問題としていない。
一方、双葉町は2014年5月7日に小学館に対して抗議文を提出し、抗議文中において双葉町に対する公的な取材は全くなかった旨を示している他、同町に一部の読者から「福島の農産物は買わない」「福島に住めない」などといった苦情のメールが寄せられ、「県民や町民への差別を助長させかねない」と述べている。同日、福島県のサイトにも抗議文が公開された。
環境大臣の石原伸晃は翌9日の記者会見で鼻血と原発事故の因果関係を否定した上で、『美味しんぼ』の描写によって風評被害を呼ぶことはあってはならないと述べた。
さらにこの続編（5月12日発売号）で、井戸川が主人公らに対しこの鼻血について「（福島第一原発で）被ばくしたからですよ」と説明する件があるほか、福島大学准教授の荒木田岳が除染作業の経験を基にして「福島を広域に除染して、人が住めるようにするだなんてできないと思います」と述べる場面が描かれた。これに関連して福島県は「『美味しんぼ』において、作品中に対する特定個人の見解が、恰も（あたかも）福島の現状そのものであるような印象を読者に与えかねないとする表現があり、県内外の多くのみなさん方に不安と困惑を生じさせており、福島県としても大変危惧しております。」との見解を示した。更に同県知事・佐藤雄平は同日の会見で「登場人物が"福島県内には住むな!!"とする場面について、風評被害を助長するような印象で残念だ」と述べている。『スピリッツ』編集部はこちらについても「雁屋の意向を尊重し掲載した。騎西高校に避難した方が登場するが、鼻血と疲労の話とは関係ない。特集記事を25号に掲載するのでそれまで待って欲しい」と声明を出している。福島大学の荒木田が作中で述べたことについては、福島大学側では「個人の見解で、大学としての見解ではない」と公表している。
上記2014年5月12日発売号において、被災した3県のがれきなどの廃棄物の処分を行っていた大阪市でも舞洲などの焼却場付近で約8割が健康不安を訴えているとする旨の表現が掲載された。当時の同市長・橋下徹は「漫画でもやりすぎ。作者が取材に基づいているといってるので、事実なら根拠を示すべき」と述べている。
日本放射線影響学会はこの問題について「成人で最も低い線量で現れる影響は、睾丸への被ばくによる一時的不妊で、しきい線量は100 mGyと推定されています（国際放射線防護委員会2007年勧告, ICRP Publication 103）。これより低い線量の被ばくでは、鼻血や全身倦怠を含めて臨床的に観察可能な放射線が直接原因となる身体的影響は報告されていません。」と説明している。
なお環境省では2014年5月8日より、これらの事柄に関して省としての見解を示したページを公開している。
『ビッグコミックスピリッツ』編集部は、5月19日発売予定号で「ご批判、お怒りは真摯に受け止めて、表現のあり方を今一度見直していく」とする見解を示すとともに、福島の真実編が終了する次号から本作は一時休載に入ることを発表した。本作は元々1つのシリーズが終了する区切りで休載期間が入ることが過去何度もあったが、今回の休載も本問題発生以前より予定されていたことであり、原作者の雁屋哲も同月22日のブログで「休載は去年から決まっていた」と説明している。雁屋によると、福島の真実編は元から単行本2冊分（24話）で終わると決まっており、5月19日発売号の第24話までで予定通り終了したという。第22話が問題となり、読者から「圧力に負けないで勇気を持って書き続けて欲しい」との声が多く届いたが、その時点で既に原稿は最後まで出来上がっていたため「圧力に負けようにも負けようがなかった」と明かしている。
実際に鼻血が増加したか否かについては、第三者による以下の報告がある。2011年11月に岡山大学、広島大学、熊本学園大学のグループが共同で行った疫学的統計を元に、公表された報告書では、双葉町において、体がだるい、頭痛、めまい、目のかすみ、鼻血、吐き気、疲れやすいといった症状が他地域に比して明確に多かったとあり、熊本学園大の中地重晴教授は調査結果を2013年8月に双葉町に報告しているとの見解を示している。
また、2012年3月14日参議院の予算委員会において、自民党の熊谷大は3カ月間に延べ469名もの児童に鼻血を含む内科的症状が発生した旨が記載された、宮城県南地域に位置する小学校の保健だよりを示し、環境大臣の細野豪志に医学的対策を要求している。
一方、2014年5月30日には片山さつきが自民党環境部会で福島県相馬地方（相馬市、南相馬市、新地町、飯舘村）で行われた「住民の健康状態に関するアンケート結果」を公表。アンケートは「相馬地方市町村会」と「相馬郡医師会」に「事故前と比較して鼻血が出るようになったという症状を訴えた人がいたか」と聞いたもので、相馬地方市町村会では、2011年度に計8,695人、2012年度に計11,710人、2013年度に計11,705人の健康診断を行った結果、「鼻血が出るようになった」と回答した人はゼロであった旨を報告している。
なお、雁屋は「福島編」完結後に行うと告知していた一連の問題に関する取材の申し込み、抗議への対応など、自身の見解の表明延期をブログで明かした。雁屋は2014年5月22日付けのブログで「現在海外におり、個別の取材には対応できない。日本への帰国は早くとも7月末になる」とコメントしている。
2014年12月10日に発売された当作品の単行本・第111巻「福島の真実2」では、主人公が鼻血を出す場面こそ残されているが、問題となった被ばくとの因果関係のセリフなど約10か所以上が差し替えられた状態で発売され、一例としては医者が山岡に対して「福島の放射線と、この鼻血とは、関連付ける医学的知見がありません。」としたところが「お話の様子からでは、原発見学で鼻血が出るほどの線量を浴びたとは思えません。」と修正されている。また、巻末に編集部からの脚注として「表現意図をより明確にするために、登場人物のせりふを一部修正しています。」との訂正文と、放射能の影響などについての注意書きを掲載した。
雁屋は2015年2月に単行本『美味しんぼ「鼻血問題」に答える』を遊幻舎より出版。「福島の環境であれば、鼻血を出す人はいる」「私が伝えたのは真実です。『風評』ではありません」と述べており、『美味しんぼ』単行本の表現を修正したのは「証言者を守り、誤解を防ぐため」としている。なお、この本を出版している遊幻舎は、雁屋が自身の子育て本を出版するために設立した出版社で、同書は小学館とは無関係なので同書への意見は遊幻舎へ送るよう主張している。

## その他
- 登場人物などの設定に総合芸術家である北大路魯山人に関連した事項を多く使用していることも目立つ。
  - 雄山の芸術活動が書、陶芸、食にまたがる点は北大路魯山人と一致しており、孫弟子という設定をとっている。
  - 雄山の経営する会員制料亭「美食倶楽部」は、魯山人が最初に創業した料亭と同名である。
  - 主人公行きつけの料理屋が「岡星」、魯山人の創業した料亭が「星岡茶寮」である。
  - 「魯山人風すき焼き」「魯山人のご飯」「魯山人のお茶漬け」など魯山人が考案したメニューが紹介されたことがある。また単行本第88巻「器対決!」では、究極のメニュー側が全面的に魯山人の陶芸作品を使用した。
  - 第3巻「料理のルール」における、仏料理店で鴨肉を持参のわさび醤油で食べるエピソードは、魯山人の実話をもとにしたものである。

- 2004年に行われた富山県の県知事選挙の広報キャラクターとして山岡士郎らが起用された（富山県は作画担当の花咲アキラの出身地）。この際に使われたキャッチコピーは「究極の一票。」。
- 料理記者の岸朝子と日本料理人の道場六三郎が第46巻に登場。士郎と岸は知り合いという設定で、岸は士郎とゆう子に道場を紹介した。道場はこの中で見事なスッポン料理を披露した。なお、岸朝子はその後も何度か登場している。
- 政界にも愛読者がおり、第82・83代内閣総理大臣の橋本龍太郎も生前に本作品を読んでいた。橋本は第65巻「オーストラリアの危機」第1話にて実名で登場している（ただし橋本の行動は作中で批判されている）。
- 海洋堂で本作のフィギュア化予定があり、当時主流のガレージキット（レジンモデル）のフィギュアであり、海野洋二によって士郎と雄山の原型は完成し、版権が取れ次第販売されると記述されていたが、発売されなかった[68]。
- 1985年発売の『ビッグコミックスピリッツ増刊』の7月7日増刊号（通巻110号）の9〜33ページに番外編「大江戸味くらべ」を掲載。「山岡士郎太」が借金を抱えた料亭栗田屋の「おゆう」を救う内容。鮮度の高いカツオ・凍らせた汁粉が登場する。単行本への収録はされてない。
- 1985年発売の『ビッグコミックスピリッツ増刊』1985年8月号に番外編を掲載[要ページ番号]。舞台を、江戸時代の瓦版屋に置き換えた内容だが、単行本への収録はされてない（同誌現物を参照）。
- 単行本未収録となった作品に上記の「はじめての卵」の他、「娘婿の条件」がある。これは京極の娘が再登場して結婚について山岡らに相談する話となっているが、初登場の際に既婚者という紹介がされていたため、その設定の矛盾から未収録になったと思われる。後に公式ガイドブック『美味しん本』に収録された。
- 2013年10月12日、連載30周年を記念して「リアル美味しんぼ」と題し『朝日新聞』と『読売新聞』による究極vs至高のメニュー対決の開催を発表[69][70]。また、「リアル美味しんぼ」の公式サイトも立ち上げられた[71]。

## 書誌情報
特記に無い限り原作者は雁屋哲、作画は花咲アキラ、発行元は小学館。

### 公式
『美味しんぼ』 〈ビッグコミックス〉、既刊111巻（2014年12月10日時点）
ビッグコミックスでは現在、背表紙を各巻金色で統一しているが、かつて1〜4巻は金色ではなかった（1巻は青緑、2巻は黄、3巻はピンク、4巻は緑であったが、のちに1〜4巻も金色に変更した）。
1. 「豆腐と水」1984年11月30日発売[72]、ISBN 4-09-180751-8
2. 「幻の魚」1985年3月30日発売[73]、ISBN 4-09-180752-6
3. 「炭火の魔力」1985年5月30日発売[74]、ISBN 4-09-180753-4
4. 「食卓の広がり」1985年10月30日発売[75]、ISBN 4-09-180754-2
5. 「青竹の香り」1986年4月30日発売[76]、ISBN 4-09-180755-0
6. 「牛肉の力」1986年7月30日発売[77]、ISBN 4-09-180756-9
7. 「大地の赤」1986年10月30日発売[78]、ISBN 4-09-180757-7
8. 「飲茶（ヤムチャ）」1986年12月17日発売[79]、ISBN 4-09-180758-5
9. 「再会の丼」1987年3月30日発売[80]、ISBN 4-09-180759-3
10. 「キムチの精神」1987年5月30日発売[81]、ISBN 4-09-180760-7
11. 「香港味勝負」1987年7月30日発売[82]、ISBN 4-09-181401-8
12. 「黄金の意味」1987年9月30日発売[83]、ISBN 4-09-181402-6
13. 「激闘鯨合戦」1987年12月17日発売[84]、ISBN 4-09-181403-4
14. 「母なるりんご」1988年3月30日発売[85]、ISBN 4-09-181404-2
15. 「究極VS至高」1988年5月30日発売[86]、ISBN 4-09-181405-0
16. 「五十年目の味覚」1988年7月30日発売[87]、ISBN 4-09-181406-9
17. 「エイと鮫」1988年10月29日発売[88]、ISBN 4-09-181407-7
18. 「生肉勝負!!」1988年12月19日発売[89]、ISBN 4-09-181408-5
19. 「食は三代？」1989年3月30日発売[90]、ISBN 4-09-1814-09--3
20. 「蒸し焼き勝負」1989年5月30日発売[91]、ISBN 4-09-181410-7
21. 「穏やかな御馳走」1989年7月29日発売[92]、ISBN 4-09-182031-X
22. 「韓国食試合」1989年10月30日発売[93]、ISBN 4-09-182032-8
23. 「真夏のソバ」1989年12月19日発売[94]、ISBN 4-09-182033-6
24. 「カレー勝負」1990年3月30日発売[95]、ISBN 4-09-182034-4
25. 「対決!!スパゲッティ」1990年5月30日発売[96]、ISBN 4-09-182035-2
26. 「菓子対決!!」1990年7月30日発売[97]、ISBN 4-09-182036-0
27. 「究極の披露宴」1990年9月29日発売[98]、ISBN 4-09-182037-9
28. 「長寿料理対決!!」1990年12月19日発売[99]、ISBN 4-09-182038-7
29. 「美味しい暗号」1991年3月30日発売[100]、ISBN 4-09-182039-5
30. 「鮭勝負!!」1991年5月30日発売[101]、ISBN 4-09-182040-9
31. 「鍋対決!!」1991年7月30日発売[102]、ISBN 4-09-182631-8
32. 「新・豆腐勝負」1991年9月30日発売[103]、ISBN 4-09-182632-6
33. 「魅惑の大陸」1991年12月17日発売[104]、ISBN 4-09-182633-4
34. 「サラダ勝負」1992年3月30日発売[105]、ISBN 4-09-182634-2
35. 「おかず対決」1992年5月29日発売[106]、ISBN 4-09-182635-0
36. 「日米コメ戦争」1992年9月30日発売[107]、ISBN 4-09-182636-9
37. 「激突 アボリジニー料理!!」1992年11月30日発売[108]、ISBN 4-09-182637-7
38. 「ラーメン戦争」1993年3月30日発売[109]、ISBN 4-09-182638-5
39. 「長良川を救え!!」1993年5月29日発売[110]、ISBN 4-09-182639-3
40. 「オーストラリアン・ドリーム」1993年6月30日発売[111]、ISBN 4-09-182640-7
41. 「おせち対決」1993年8月30日発売[112]、ISBN 4-09-183281-4
42. 「愛ある朝食」1993年10月29日発売[113]、ISBN 4-09-183282-2
43. 「過去との訣別 山岡、プロポーズ」1993年12月20日発売[114]、ISBN 4-09-183283-0
44. 「熱闘！クイーンズランド」1994年3月30日発売[115]、ISBN 4-09-183284-9
45. 「和解の料理」1994年4月28日発売[116]、ISBN 4-09-183285-7
46. 「究極の新居」1994年6月30日発売[117]、ISBN 4-09-183286-5
47. 「結婚披露宴」1994年8月30日発売[118]、ISBN 4-09-183287-3
48. 「団欒（だんらん）の食卓」1994年10月29日発売[119]、ISBN 4-09-183288-1
49. 「タイ米の味」1994年12月19日発売[120]、ISBN 4-09-183289-X
50. 「黒いマスコミ王」1995年2月28日発売[121]、ISBN 4-09-183290-3
51. 「疑わしい日」1995年4月27日発売[122]、ISBN 4-09-183591-0
52. 「究極のメニュー対 金上」1995年7月29日発売[123]、ISBN 4-09-183592-9
53. 「心の味」1995年9月30日発売[124]、ISBN 4-09-183593-7
54. 「日本酒の実力」1995年12月19日発売[125]、ISBN 4-09-183594-5
55. 「まり子の晩餐会」1996年2月29日発売[126]、ISBN 4-09-183595-3
56. 「恋のキリタンポ」1996年5月30日発売[127]、ISBN 4-09-183596-1
57. 「新聞戦争」1996年7月30日発売[128]、ISBN 4-09-183597-X
58. 「いじめを許すな！」1996年9月30日発売[129]、ISBN 4-09-183598-8
59. 「対決再開！オーストラリア」1996年11月30日発売[130]、ISBN 4-09-183599-6
60. 「水 対決」1997年1月30日発売[131]、ISBN 4-09-183600-3
61. 「よくぞ日本人に生まれけり」1997年4月30日発売[132]、ISBN 4-09-184481-2
62. 「低予算披露宴 対決！」1997年7月30日発売[133]、ISBN 4-09-184482-0
63. 「東西新聞の危機」1997年9月30日発売[134]、ISBN 4-09-184483-9
64. 「ご飯の炊き方大論争!!」1997年12月19日発売[135]、ISBN 4-09-184484-7
65. 「オーストラリアの危機」1998年2月26日発売[136]、ISBN 4-09-184485-5
66. 「“究極の紅茶”」1998年6月30日発売[137]、ISBN 4-09-184486-3
67. 「真の国際化企画」1998年8月29日発売[138]、ISBN 4-09-184487-1
68. 「父と子」1998年11月30日発売[139]、ISBN 4-09-184488-X
69. 「野菜が危うい」1999年1月30日発売[140]、ISBN 4-09-184489-8
70. 「スコッチウイスキーの真価」1999年5月29日発売[141]、ISBN 4-09-184490-1
71. 「日本全県味巡り 大分編」1999年6月30日発売[142]、ISBN 4-09-185351-X
72. 「料理の勘」1999年9月30日発売[143]、ISBN 4-09-185352-8
73. 「チーズ対決!!」1999年12月18日発売[144]、ISBN 4-09-185353-6
74. 「恍惚のワイン」2000年1月29日発売[145]、ISBN 4-09-185354-4
75. 「日本全県味巡り宮城県編＆双子誕生!!」2000年5月30日発売[146]、ISBN 4-09-185355-2
76. 「雄山の危機！？」2000年7月29日発売[147]、ISBN 4-09-185356-0
77. 「日本全県味巡り 大阪編」2000年9月30日発売[148]、ISBN 4-09-185357-9
78. 「ワイン大作戦！？」2000年12月25日発売[149]、ISBN 4-09-185358-7
79. 「試練の鯛料理」2001年2月28日発売[150]、ISBN 4-09-185359-5
80. 「日本全県味巡り 山梨編」2001年7月30日発売[151]、ISBN 4-09-185360-9
81. 「イタリア対決!!」2002年2月28日発売[152]、ISBN 4-09-186481-3
82. 「おむすび対決」2002年9月30日発売[153]、ISBN 4-09-186482-1
83. 「最高の豚肉」2002年12月25日発売[154]、ISBN 4-09-186483-X
84. 「日本全県味巡り 富山編」2003年4月30日発売[155]、ISBN 4-09-186484-8
85. 「坦々麺のルーツと元祖」2003年6月30日発売[156]、ISBN 4-09-186485-6
86. 「胡麻豆腐を超えるゴマ！？」2003年11月29日発売[157]、ISBN 4-09-186486-4
87. 「日本全県味巡り 高知編」2003年12月25日発売[158]、ISBN 4-09-186487-2
88. 「器対決！」2004年3月1日発売[159]、ISBN 4-09-186488-0
89. 「小ビンの謎を解け！」2004年8月30日発売[160]、ISBN 4-09-186489-9
90. 「感動の多い料理店」2004年11月30日発売[161]、ISBN 4-09-186490-2
91. 「魯山人のお茶漬け」2005年5月30日発売[162]、ISBN 4-09-187581-5
92. 「桜エビ大作戦」2005年8月30日発売[163]、ISBN 4-09-187582-3
93. 「マグロのすごさ」2005年11月30日発売[164]、ISBN 4-09-187583-1
94. 「医食同源対決!!」2006年2月28日発売[165]、ISBN 4-09-180169-2
95. 「焼酎革命」2006年5月30日発売[166]、ISBN 4-09-180368-7
96. 「究極の料理人“春編"」2006年8月30日発売[167]、ISBN 4-09-180640-6
97. 「究極の料理人“夏編"」2006年12月26日発売[168]、ISBN 4-09-180829-8
98. 「日本全県味巡り 長崎編」2007年2月28日発売[169]、ISBN 978-4-09-181073-1
99. 「究極の料理人“秋編"“冬編"」2007年6月29日発売[170]、ISBN 978-4-09-181240-7
100. 「日本全県味巡り 青森編」2007年10月30日発売[171]、ISBN 978-4-09-181446-3
101. 「食の安全」2008年2月29日発売[172]、ISBN 978-4-09-181720-4
102. 「究極と至高の行方」2008年6月30日発売[173]、ISBN 978-4-09-181890-4
103. 「日本全県味巡り 和歌山編」2009年9月30日発売[174]、ISBN 978-4-09-182606-0
104. 「食と環境問題」2010年2月27日発売[175]、ISBN 978-4-09-183020-3
105. 「続・食と環境問題」2010年10月29日発売[176]、ISBN 978-4-09-183378-5
106. 「偉大なる名人・名店①」2011年8月30日発売[177]、ISBN 978-4-09-184036-3
107. 「偉大なる名人・名店②」2011年8月30日発売[178]、ISBN 978-4-09-184037-0
108. 「被災地編・めげない人々」2012年2月29日発売[179]、ISBN 978-4-09-184278-7
109. 「日本全県味巡り 島根編」2012年10月30日発売[180]、ISBN 978-4-09-184728-7
110. 「福島の真実①」2013年8月30日発売[181]、ISBN 978-4-09-185388-2
111. 「福島の真実②」2014年12月10日発売[182]、ISBN 978-4-09-186319-5

『美味しんぼ』〈小学館文庫〉、既刊76巻（2016年3月15日時点）
1. 2000年8月10日発売[183]、ISBN 4-09-192501-4
2. 2000年8月10日発売[184]、ISBN 4-09-192502-2
3. 2000年9月16日発売[185]、ISBN 4-09-192503-0
4. 2000年9月16日発売[186]、ISBN 4-09-192504-9
5. 2000年10月14日発売[187]、ISBN 4-09-192505-7
6. 2000年10月14日発売[188]、ISBN 4-09-192506-5
7. 2000年11月16日発売[189]、ISBN 4-09-192507-3
8. 2000年11月16日発売[190]、ISBN 4-09-192508-1
9. 2000年12月16日発売[191]、ISBN 4-09-192509-X
10. 2000年12月16日発売[192]、ISBN 4-09-192510-3
11. 2001年1月16日発売[193]、ISBN 4-09-192511-1
12. 2001年1月16日発売[194]、ISBN 4-09-192512-X
13. 2001年2月16日発売[195]、ISBN 4-09-192513-8
14. 2001年2月16日発売[196]、ISBN 4-09-192514-6
15. 2001年3月16日発売[197]、ISBN 4-09-192515-4
16. 2001年3月16日発売[198]、ISBN 4-09-192516-2
17. 2001年4月17日発売[199]、ISBN 4-09-192517-0
18. 2001年4月17日発売[200]、ISBN 4-09-192518-9
19. 2001年5月16日発売[201]、ISBN 4-09-192519-7
20. 2001年5月16日発売[202]、ISBN 4-09-192520-0
21. 2001年6月16日発売[203]、ISBN 4-09-192521-9
22. 2001年6月16日発売[204]、ISBN 4-09-192522-7
23. 2001年7月17日発売[205]、ISBN 4-09-192523-5
24. 2001年7月17日発売[206]、ISBN 4-09-192524-3
25. 2001年8月10日発売[207]、ISBN 4-09-192525-1
26. 2001年8月10日発売[208]、ISBN 4-09-192526-X
27. 2001年9月18日発売[209]、ISBN 4-09-192527-8
28. 2001年9月18日発売[210]、ISBN 4-09-192528-6
29. 2001年10月16日発売[211]、ISBN 4-09-192529-4
30. 2001年10月16日発売[212]、ISBN 4-09-192530-8
31. 2001年11月16日発売[213]、ISBN 4-09-192531-6
32. 2001年11月16日発売[214]、ISBN 4-09-192532-4
33. 2003年5月15日発売[215]、ISBN 4-09-192533-2
34. 2003年5月15日発売[216]、ISBN 4-09-192534-0
35. 2003年6月13日発売[217]、ISBN 4-09-192535-9
36. 2003年6月13日発売[218]、ISBN 4-09-192536-7
37. 2003年7月15日発売[219]、ISBN 4-09-192537-5
38. 2003年7月15日発売[220]、ISBN 4-09-192538-3
39. 2003年8月9日発売[221]、ISBN 4-09-192539-1
40. 2003年8月9日発売[222]、ISBN 4-09-192540-5
41. 2003年9月13日発売[223]、ISBN 4-09-192751-3
42. 2008年12月16日発売[224]、ISBN 978-4-09-192752-1
43. 2008年12月16日発売[225]、ISBN 978-4-09-192753-8
44. 2009年1月15日発売[226]、ISBN 978-4-09-192754-5
45. 2009年1月15日発売[227]、ISBN 978-4-09-192755-2
46. 2009年2月14日発売[228]、ISBN 978-4-09-192756-9
47. 2009年2月14日発売[229]、ISBN 978-4-09-192757-6
48. 2009年3月14日発売[230]、ISBN 978-4-09-192758-3
49. 2009年3月14日発売[231]、ISBN 978-4-09-192759-0
50. 2009年4月15日発売[232]、ISBN 978-4-09-192760-6
51. 2009年4月15日発売[233]、ISBN 978-4-09-196151-8
52. 2009年5月15日発売[234]、ISBN 978-4-09-196152-5
53. 2009年5月15日発売[235]、ISBN 978-4-09-196153-2
54. 2009年6月13日発売[236]、ISBN 978-4-09-196154-9
55. 2009年6月13日発売[237]、ISBN 978-4-09-196155-6
56. 2009年7月15日発売[238]、ISBN 978-4-09-196156-3
57. 2009年7月15日発売[239]、ISBN 978-4-09-196157-0
58. 2009年8月12日発売[240]、ISBN 978-4-09-196158-7
59. 2009年8月12日発売[241]、ISBN 978-4-09-196159-4
60. 2009年9月15日発売[242]、ISBN 978-4-09-196160-0
61. 2009年9月15日発売[243]、ISBN 978-4-09-196161-7
62. 2009年10月15日発売[244]、ISBN 978-4-09-196162-4
63. 2009年10月15日発売[245]、ISBN 978-4-09-196163-1
64. 2009年11月14日発売[246]、ISBN 978-4-09-196164-8
65. 2009年11月14日発売[247]、ISBN 978-4-09-196165-5
66. 2009年12月15日発売[248]、ISBN 978-4-09-196166-2
67. 2009年12月15日発売[249]、ISBN 978-4-09-196167-9
68. 2010年1月15日発売[250]、ISBN 978-4-09-196168-6
69. 2010年1月15日発売[251]、ISBN 978-4-09-196169-3
70. 2010年2月13日発売[252]、ISBN 978-4-09-196170-9
71. 2015年10月15日発売[253]、ISBN 978-4-09-196040-5
72. 2015年11月13日発売[254]、ISBN 978-4-09-196045-0
73. 2015年12月15日発売[255]、ISBN 978-4-09-196046-7
74. 2016年1月15日発売[256]、ISBN 978-4-09-196047-4
75. 2016年2月13日発売[257]、ISBN 978-4-09-196048-1
76. 2016年3月15日発売[258]、ISBN 978-4-09-196049-8

『美味しんぼア・ラ・カルト』〈ビッグコミックススペシャル〉、既刊50巻（2009年9月30日現在）
テーマ別に集め再編集されたもの。
1. 2005年1月28日発売[259]、ISBN 4-09-187831-8
2. 2005年1月28日発売[260]、ISBN 4-09-187832-6
3. 2005年3月30日発売[261]、ISBN 4-09-187833-4
4. 2005年3月30日発売[262]、ISBN 4-09-187834-2
5. 2005年4月26日発売[263]、ISBN 4-09-187835-0
6. 2005年4月26日発売[264]、ISBN 4-09-187836-9
7. 2005年5月30日発売[265]、ISBN 4-09-187837-7
8. 2005年5月30日発売[266]、ISBN 4-09-187838-5
9. 2005年6月30日発売[267]、ISBN 4-09-187839-3
10. 2005年7月29日発売[268]、ISBN 4-09-187840-7
11. 2005年8月30日発売[269]、ISBN 4-09-187681-1
12. 2005年9月30日発売[270]、ISBN 4-09-187682-X
13. 2005年10月28日発売[271]、ISBN 4-09-187683-8
14. 2005年11月30日発売[272]、ISBN 4-09-180030-0
15. 2005年12月26日発売[273]、ISBN 4-09-180033-5
16. 2006年1月30日発売[274]、ISBN 4-09-180034-3
17. 2006年2月28日発売[275]、ISBN 4-09-180035-1
18. 2006年3月30日発売[276]、ISBN 4-09-180250-8
19. 2006年4月27日発売[277]、ISBN 4-09-180259-1
20. 2006年5月30日発売[278]、ISBN 4-09-180260-5
21. 2006年6月30日発売[279]、ISBN 4-09-180538-8
22. 2006年7月28日発売[280]、ISBN 4-09-180539-6
23. 2006年8月30日発売[281]、ISBN 4-09-180540-X
24. 2006年9月29日発売[282]、ISBN 4-09-180766-6
25. 2006年10月30日発売[283]、ISBN 4-09-180767-4
26. 2006年11月30日発売[284]、ISBN 4-09-180768-2
27. 2006年12月26日発売[285]、ISBN 4-09-181037-3
28. 2007年1月30日発売[286]、ISBN 978-4-09-181038-0
29. 2007年2月28日発売[287]、ISBN 978-4-09-181039-7
30. 2007年3月30日発売[288]、ISBN 978-4-09-181040-3
31. 2007年4月27日発売[289]、ISBN 978-4-09-181295-7
32. 2007年5月30日発売[290]、ISBN 978-4-09-181296-4
33. 2007年6月29日発売[291]、ISBN 978-4-09-181297-1
34. 2007年7月30日発売[292]、ISBN 978-4-09-181473-9
35. 2007年8月30日発売[293]、ISBN 978-4-09-181474-6
36. 2007年9月28日発売[294]、ISBN 978-4-09-181475-3
37. 2007年10月30日発売[295]、ISBN 978-4-09-181584-2
38. 2007年11月30日発売[296]、ISBN 978-4-09-181585-9
39. 2007年12月26日発売[297]、ISBN 978-4-09-181586-6
40. 2008年1月30日発売[298]、ISBN 978-4-09-181587-3
41. 2008年3月28日発売[299]、ISBN 978-4-09-181894-2
42. 2008年5月30日発売[300]、ISBN 978-4-09-182048-8
43. 2008年7月30日発売[301]、ISBN 978-4-09-182076-1
44. 2008年9月30日発売[302]、ISBN 978-4-09-182195-9
45. 2008年11月28日発売[303]、ISBN 978-4-09-182196-6
46. 2009年1月30日発売[304]、ISBN 978-4-09-182448-6
47. 2009年3月30日発売[305]、ISBN 978-4-09-182449-3
48. 2009年5月29日発売[306]、ISBN 978-4-09-182554-4
49. 2009年7月30日発売[307]、ISBN 978-4-09-182555-1
50. 2009年9月30日発売[308]、ISBN 978-4-09-182556-8

『豪華愛蔵版 美味しんぼ』「和」「酒」（2冊セット全30篇）
連載20周年・1億冊突破記念に発行されたもの。特典「特製しゃもじ」と「吉野杉箸」。
- 和、酒：2003年12月22日発売、ISBN 4-09-179511-0

『美味しんぼの料理本』「正」「続」（ビッグコミックススペシャル、2巻）
美味しんぼに出てきた料理のレシピを紹介する料理本。
- 正：2004年3月30日発売、ISBN 4-09-187771-0
- 続：2006年2月28日発売、ISBN 4-09-180266-4

『美味しんぼ塾』（マイファーストビッグブックス、2巻）
原作者によるエッセイ集。
1. 「『美味しんぼ』をもっと美味しくする特別講義」2001年5月発行、ISBN 4-09-359381-7
2. 「食を愛する全ての人に贈る痛快講義」2006年7月発行、ISBN 4-09-359382-5

### 非公式
『美味しんぼの秘密』（著：佐藤世紀）
いわゆる「謎本」ブームに出版されたもの。
- 1994年7月発行、ISBN 4-88718-255-4

## テレビアニメ
1988年10月17日から1992年3月17日まで、日本テレビほかにて放送された。製作はシンエイ動画。全136話。キャッチフレーズは「究極のアニメドラマ」。原作の初期（具体的には1巻〜34巻まで）が描かれている。レギュラー放送終了後、2時間のスペシャル版が金曜ロードショーで放映された（「究極対至高 長寿料理対決!!」は1992年、「日米コメ戦争」は1993年）。放送時間は番組開始から1年間は毎週月曜日19:30 - 20:00の放送だったが、1989年10月から放送時間を毎週火曜日19:30 - 20:00に移動した。
当初はエイケンがアニメ化を画策したものの、失敗に終わった。
大まかな話の内容は原作に準じた内容だが、原作の掲載時とは社会情勢が変化したものについてはそれに沿ったり、登場人物のセリフが原作より抑えられた表現になったり、単発キャラの設定が変わっていたり、山岡に打ちのめされた料理人が改心したりする変更も見られた。また、結末が若干変更されているか、ギャグがカットされていたりする時もある。原作初期の内容でありながらアニメ化されなかった回も少なからず存在したために、小泉局長は登場がやや遅く、大石警部や団一郎などは未登場のまま終わっている。
本放送放映当時、新聞ラテ欄の声の出演紹介で、中松警部役の福留功男が出演する回は主演である山岡役の井上和彦より先に表示されていた。福留は当時『ズームイン!!朝!』司会担当で人気絶頂期であり、現役の局アナウンサーの準レギュラー声優出演という珍しい例であった。
アニメの派生企画として、山岡役の井上と栗田役の荘真由美が、それぞれの役を演ずるという形でグルメリポートを行う番組が放映されたことがある。前半はアニメの紹介、中盤は井上と荘による、原作及びアニメにも登場した「根つきのサバ」「ワニ料理」についてのレポート及びクイズ。後半には雁屋が登場し、マッドクラブとモルジブフィッシュ（鰹節に似た魚の乾物）を使った「雁屋カレー」作りを行なった。
1989年5月15日と22日にわたって放送された「激闘鯨合戦」に対して、第27回ギャラクシー賞・テレビ部門・選奨を受賞。

### キャスト（テレビアニメ）
- 山岡士郎 - 井上和彦
- 栗田ゆう子 - 荘真由美
- 海原雄山 - 大塚周夫
- 大原社主 - 阪脩
- 小泉局長 - 加藤精三
- 谷村部長 - 嶋俊介
- 富井副部長 - 加藤治
- 田畑絹江 - 水原リン
- 花村典子 - 佐久間レイ
- 唐山陶人 - 富田耕生
- 京極万太郎 - 渡部猛
- 近城勇 - 難波圭一
- 二木まり子 - 島津冴子
- 中松警部 - 福留功男

### スタッフ（テレビアニメ）
- 企画 - 務台猛雄（日本テレビ）
- 監督 - 竹内啓雄
- キャラクターデザイン - 河南正昭
- 小道具設定 - 佐藤正浩
- 美術監督 - 古谷彰
- 撮影監督 - 斎藤秋男、刑部徹（特別編1）、谷口久美子（特別編2）
- 録音監督 - 浦上靖夫
- 編集 - 岡安肇、小島俊彦、中葉由美子、村井秀明、川崎晃洋
- 文芸 - 小松崎康弘→東山謙一→水島努→金井浩
- 音楽 - 大谷和夫
- 制作担当/アシスタントプロデューサー - 伊藤響（日本テレビ）、田中敦（シンエイ動画）
- プロデューサー - 武井英彦（日本テレビ）、加藤良雄（シンエイ動画）
- アニメーション協力 - スタジオディーン
- 製作協力 - 遊カンパニー
- 企画制作 - 日本テレビ
- 製作 - シンエイ動画

### 主題歌（テレビアニメ）
オープニングテーマ
「YOU」（第1話 - 第23話）
作詞 - 平出よしかつ / 作曲 - 和泉常寛 / 編曲 - 大谷和夫 / 歌 - 結城めぐみ
第23話まで本編への導入部にも用いられている。
「Dang Dang 気になる」（第24話 - 第136話）
作詞 - 売野雅勇 / 作曲 - 林哲司 / 編曲 - 船山基紀 / 歌 - 中村由真
導入部及び劇中に挿入曲としても用いられている。
エンディングテーマ
「TWO OF US」（第1話 - 第23話）
作詞 - 平出よしかつ / 作曲 - 和泉常寛 / 編曲 - 大谷和夫 / 歌 - 結城めぐみ
「LINE」（第24話 - 第136話）
作詞 - 売野雅勇 / 作曲 - 林哲司 / 編曲 - 船山基紀 / 歌 - 中村由真
「気づかせたい」（「日米コメ戦争」1993年12月3日放映）
歌 - MiKa
なお、冒頭のサブタイトルが表示される場面では、オープニングテーマ曲（YOU→Dang Dang 気になる）のインストを流していた。

### 各話リスト（テレビアニメ）
- サブタイトル右の※印は再放送における欠番があった回[注 2]。サブタイトルは、荘真由美が読み上げる。

| 話数 | 放送日          | サブタイトル                    | 脚本     | 絵コンテ        | 演出         | 作画監督                  |
| ---- | --------------- | ------------------------------- | -------- | --------------- | ------------ | ------------------------- |
| 1    | 1988年 10月17日 | 究極のメニュー                  | 中西隆三 | 竹内啓雄        | 杉島邦久     | 河南正昭                  |
| 2    | 10月24日        | 士郎対父・雄山                  | 中西隆三 | 小島多美子      | 遠藤徹哉     | 河南正昭                  |
| 3    | 10月31日        | 野菜の鮮度                      | 田波靖男 | 水谷貴哉        | 水谷貴哉     | 清山滋崇                  |
| 4    | 11月7日         | 活きた魚                        | 山崎晴哉 | 松園公          | 松園公       | 河南正昭 高橋明信         |
| 5    | 11月14日        | そばツユの深味                  | 中西隆三 | 米谷良知        | 米谷良知     | 清山滋崇                  |
| 6    | 11月21日        | 幻の魚                          | 田波靖男 | 谷田部勝義      | 谷田部勝義   | 河南正昭 なかじまちゅうじ |
| 7    | 11月28日        | 炭火の魔力                      | 山崎晴哉 | 小林真理        | 水谷貴哉     | 清山滋崇                  |
| 8    | 12月5日         | 接待の妙                        | 中西隆三 | 三家本泰美      | 杉島邦久     | 河南正昭                  |
| 9    | 12月12日        | 寿司の心                        | 山崎晴哉 | 佐藤真人        | 佐藤真人     | 清山滋崇                  |
| 10   | 12月19日        | 料理のルール                    | 中西隆三 | 松園公          | 松園公       | 河南正昭 高橋明信         |
| 11   | 1989年 1月9日   | 土鍋の力                        | 田波靖男 | 三島孝          | 三島孝       | 清山滋崇                  |
| 12   | 1月16日         | ダシの秘密                      | 田波靖男 | 中村孝一郎      | 中村孝一郎   | 柳田義明                  |
| 13   | 1月23日         | 手間の価値                      | 田波靖男 | 谷田部勝義      | 谷田部勝義   | なかじまちゅうじ          |
| 14   | 1月30日         | 横綱の好物                      | 山崎晴哉 | 杉島邦久        | 杉島邦久     | 河南正昭                  |
| 15   | 2月6日          | 日本風カレー ※                  | 山崎晴哉 | 松園公          | 高木真司     | 飯田宏義                  |
| 16   | 2月13日         | 直火の威力                      | 田波靖男 | 遠藤徹哉        | 白日野祖妻   | 清水恵子                  |
| 17   | 2月20日         | もてなしの心                    | 田波靖男 | 中村孝一郎      | 中村孝一郎   | 柳田義明                  |
| 18   | 2月27日         | 鮮度とスピード                  | 中西隆三 | 谷田部勝義      | 谷田部勝義   | 河南正昭                  |
| 19   | 3月6日          | 氷菓と恋                        | 中西隆三 | 杉島邦久        | 杉島邦久     | 清水恵子                  |
| 20   | 3月13日         | 食卓の広がり ※                  | 山崎晴哉 | 松園公          | 松園公       | なかじまちゅうじ          |
| 21   | 3月20日         | 包丁の基本                      | 田波靖男 | 遠藤徹哉        | 遠藤徹哉     | 河南正昭                  |
| 22   | 3月27日         | 板前の条件                      | 山崎晴哉 | 谷田部勝義      | 谷田部勝義   | 飯田宏義                  |
| 23   | 4月10日         | 牛なべの味 ※                    | 山崎晴哉 | 松園公          | 松園公       | 河南正昭                  |
| 24   | 4月24日         | 中華そばの命                    | 中西隆三 | 遠藤徹哉        | 遠藤徹哉     | 谷口守泰                  |
| 25   | 5月1日          | 舌の記憶 ※                      | 山崎晴哉 | 杉島邦久        | 杉島邦久     | なかじまちゅうじ          |
| 26   | 5月8日          | 食べない理由 ※                  | 山崎晴哉 | 中村孝一郎      | 中村孝一郎   | 飯田宏義                  |
| 27   | 5月15日         | 激闘鯨合戦（前編） ※            | 田波靖男 | 遠藤徹哉        | 遠藤徹哉     | 菊池城二                  |
| 28   | 5月22日         | 激闘鯨合戦（後編） ※            | 田波靖男 | 竹内啓雄        | 松園公       | なかじまちゅうじ          |
| 29   | 5月29日         | 旅先の知恵                      | 田波靖男 | 杉島邦久        | 杉島邦久     | 飯田宏義                  |
| 30   | 6月5日          | うどんの腰                      | 山崎晴哉 | 吉永尚之        | 遠藤徹哉     | 河南正昭                  |
| 31   | 6月12日         | 鮎のふるさと                    | 中西隆三 | 中村孝一郎      | 中村孝一郎   | 久米一成                  |
| 32   | 6月19日         | ハンバーガーの要素              | 山崎晴哉 | 遠藤徹哉        | 遠藤徹哉     | 菊池城二                  |
| 33   | 6月26日         | 新妻の手料理                    | 中西隆三 | 杉島邦久        | 杉島邦久     | なかじまちゅうじ          |
| 34   | 7月3日          | あわび尽くし                    | 田波靖男 | 松園公          | 松園公       | 飯田宏義                  |
| 35   | 7月10日         | トンカツ慕情                    | 田波靖男 | 遠藤徹哉        | 遠藤徹哉     | 河南正昭                  |
| 36   | 7月17日         | スープと麺 ※                    | 山崎晴哉 | 杉島邦久        | 杉島邦久     | 久米一成                  |
| 37   | 7月24日         | にんにくパワー                  | 中西隆三 | 木下ゆうき      | 木下ゆうき   | 後藤聖一                  |
| 38   | 7月31日         | ビールと枝豆                    | 山崎晴哉 | 垂永士          | 石川康夫     | 菊地城二                  |
| 39   | 8月14日         | 暑中の味                        | 田波靖男 | 遠藤徹哉        | 遠藤徹哉     | 久米一成                  |
| 40   | 8月21日         | 真夏の氷 ※                      | 中西隆三 | 松園公          | 松園公       | 河南正昭                  |
| 41   | 8月28日         | 技巧の極致                      | 田波靖男 | 杉島邦久        | 杉島邦久     | なかじまちゅうじ          |
| 42   | 9月18日         | 大豆とにがり ※                  | 中西隆三 | 垂永士          | 石川康夫     | 尾津久蛮                  |
| 43   | 9月25日         | 青竹の香り                      | 山崎晴哉 | 遠藤徹哉        | 遠藤徹哉     | 久米一成                  |
| 44   | 10月17日        | 女の華                          | 中西隆三 | 遠藤徹哉        | 遠藤徹哉     | 河南正昭                  |
| 45   | 10月24日        | 香港味勝負（前編）              | 中西隆三 | 米谷良知        | 遠藤徹哉     | 久米一成                  |
| 46   | 10月31日        | 香港味勝負（後編）              | 中西隆三 | 松園公          | 松園公       | 河南正昭                  |
| 47   | 11月7日         | 黄身と白身                      | 山崎晴哉 | 杉島邦久        | 杉島邦久     | なかじまちゅうじ          |
| 48   | 11月14日        | 母なるリンゴ                    | 山崎晴哉 | 遠藤徹哉        | 遠藤徹哉     | 高橋敏雄                  |
| 49   | 11月21日        | 牛肉の力                        | 田波靖男 | 遠藤徹哉        | 遠藤徹哉     | 久米一成                  |
| 50   | 11月28日        | 究極の作法                      | 中西隆三 | 杉島邦久        | 杉島邦久     | 河南正昭                  |
| 51   | 12月5日         | レモンと健康 ※                  | 山崎晴哉 | 杉島邦久        | 杉島邦久     | 尾糸武                    |
| 52   | 12月12日        | 魚の醍醐味                      | 山崎晴哉 | 松園公          | 松園公       | 河南正昭                  |
| 53   | 12月19日        | お菓子と夢                      | 山崎晴哉 | 遠藤徹哉        | 遠藤徹哉     | 高橋敏雄                  |
| 54   | 1990年 1月9日   | 江戸ッ子雑煮 ※                  | 中西隆三 | 遠藤徹哉        | 遠藤徹哉     | 久米一成                  |
| 55   | 1月16日         | しょう油の神秘 ※                | 田波靖男 | 松園公          | 松園公       | 河南正昭                  |
| 56   | 1月23日         | 飲茶（ヤムチャ）                | 中西隆三 | 遠藤徹哉        | 遠藤徹哉     | 河南正昭                  |
| 57   | 1月30日         | フォン・ド・ヴォー              | 田波靖男 | 杉島邦久        | 杉島邦久     | 河南正昭                  |
| 58   | 2月6日          | ふるさとの唄                    | 山崎晴哉 | 遠藤徹哉        | 遠藤徹哉     | 久米一成                  |
| 59   | 2月13日         | 飯の友                          | 中西隆三 | 杉島邦久        | 杉島邦久     | 河南正昭                  |
| 60   | 2月20日         | キムチの精神（こころ）          | 中西隆三 | 遠藤徹哉        | 遠藤徹哉     | 河南正昭                  |
| 61   | 2月27日         | 非常食                          | 田波靖男 | 松園公          | 松園公       | 高橋敏雄                  |
| 62   | 3月6日          | 大地の赤                        | 山崎晴哉 | 遠藤徹哉        | 遠藤徹哉     | 久米一成                  |
| 63   | 3月13日         | 愛の納豆                        | 中西隆三 | 矢吹勉          | 松園公       | 河南正昭                  |
| 64   | 3月20日         | サラダと美容                    | 田波靖男 | 杉島邦久        | 杉島邦久     | 高橋明信                  |
| 65   | 4月24日         | ぼけとつっこみ                  | 田波靖男 | 遠藤徹哉        | 遠藤徹哉     | 河南正昭                  |
| 66   | 5月1日          | 椀方試験                        | 山崎晴哉 | 殿勝秀樹        | 殿勝秀樹     | 河南正昭                  |
| 67   | 5月8日          | ボクサーの苦しみ                | 中西隆三 | 松園公          | 松園公       | 久米一成                  |
| 68   | 5月22日         | 卵とフライパン                  | 山崎晴哉 | 杉島邦久        | 杉島邦久     | 高橋明信                  |
| 69   | 5月29日         | 再会の丼                        | 山崎晴哉 | 遠藤徹哉        | 遠藤徹哉     | 河南正昭                  |
| 70   | 6月12日         | 玄米VS白米                      | 田波靖男 | 殿勝秀樹        | 殿勝秀樹     | 高橋敏雄                  |
| 71   | 6月19日         | 骨のない魚                      | 山崎晴哉 | 影山楙倫 松園公 | 松園公       | 河南正昭                  |
| 72   | 7月3日          | 代用ガム                        | 山崎晴哉 | 杉島邦久        | 遠藤徹哉     | 高橋明信                  |
| 73   | 7月10日         | 豆腐の花                        | 中西隆三 | 殿勝秀樹        | 殿勝秀樹     | 高橋敏雄                  |
| 74   | 7月24日         | 黒い刺身                        | 山崎晴哉 | 遠藤徹哉        | 遠藤徹哉     | 河南正昭                  |
| 75   | 8月14日         | 北海の幸                        | 中西隆三 | 鈴木吉男        | 松園公       | 河南正昭                  |
| 76   | 9月11日         | 臭さの魅力                      | 山崎晴哉 | 遠藤徹哉        | 遠藤徹哉     | 河南正昭                  |
| 77   | 9月18日         | ペンションの名物                | 田波靖男 | 殿勝秀樹        | 殿勝秀樹     | 高橋敏雄                  |
| 78   | 10月16日        | 究極のメニューVS至高のメニュー  | 田波靖男 | 松園公          | 松園公       | 河南正昭                  |
| 79   | 10月23日        | 究極VS至高 黄身の実力           | 田波靖男 | 竹内啓雄        | 高柳哲司     | 清山滋崇                  |
| 80   | 10月30日        | 根気と自然薯                    | 中西隆三 | 安藤敏彦        | 安藤敏彦     | 清山滋崇                  |
| 81   | 11月6日         | 潮風の贈り物                    | 山崎晴哉 | 遠藤徹哉        | 遠藤徹哉     | 河南正昭                  |
| 82   | 11月13日        | 究極VS至高 生きている米         | 中西隆三 | 鈴木吉男        | 松園公       | 河南正昭                  |
| 83   | 11月20日        | 究極VS至高 対決!!野菜編         | 山崎晴哉 | 野口よしあき    | 野口よしあき | 清山滋崇                  |
| 84   | 11月27日        | 不器量な魚                      | 中西隆三 | 佐藤真人        | 佐藤真人     | 河村明夫                  |
| 85   | 12月4日         | 下町の温もり                    | 中西隆三 | 遠藤徹哉        | 遠藤徹哉     | 河南正昭                  |
| 86   | 12月11日        | 家族の食卓                      | 中西隆三 | 寺東克己        | 寺東克己     | 清山滋崇                  |
| 87   | 12月18日        | 不思議なからあげ                | 中西隆三 | 松園公          | 西山明樹彦   | 河南正昭                  |
| 88   | 1991年 1月8日   | おせちと花嫁                    | 山崎晴哉 | 遠藤徹哉        | 遠藤徹哉     | 河南正昭                  |
| 89   | 1月15日         | 究極VS至高 餃子の春             | 田波靖男 | 寺東克己        | 寺東克己     | 清山滋崇                  |
| 90   | 1月22日         | 究極VS至高 対決!!餃子編         | 田波靖男 | 西山明樹彦      | 西山明樹彦   | 河南正昭                  |
| 91   | 1月29日         | 真冬の珍味                      | 山崎晴哉 | 佐藤真人        | 佐藤真人     | 河村明夫                  |
| 92   | 2月5日          | 洋食屋の苦悩                    | 山崎晴哉 | 遠藤徹哉        | 遠藤徹哉     | 河南正昭                  |
| 93   | 2月12日         | 究極VS至高 エイと鮫（前編）     | 中西隆三 | 寺東克己        | 寺東克己     | 清山滋崇                  |
| 94   | 2月19日         | 究極VS至高 エイと鮫（後編）     | 中西隆三 | 神谷純          | 西山明樹彦   | 河南正昭                  |
| 95   | 2月26日         | 及第ガユ ※                      | 山崎晴哉 | 寺東克己        | 寺東克己     | 河村明夫                  |
| 96   | 3月5日          | 江戸の味                        | 山崎晴哉 | 久米一成        | 久米一成     | 河南正昭                  |
| 97   | 3月12日         | ばあちゃんの賭け                | 中西隆三 | 佐藤真人        | 佐藤真人     | 河村明夫                  |
| 98   | 3月19日         | 食は三代?                       | 中西隆三 | 矢吹勉          | 矢吹勉       | 河南正昭                  |
| 99   | 4月23日         | 父のコロッケ                    | 田波靖男 | 寺東克巳        | 寺東克巳     |                           |
| 100  | 4月30日         | 贅沢な献立                      | 山崎晴哉 | 久米一成        | 久米一成     | 山中英二                  |
| 101  | 5月7日          | もやしっ子                      | 中西隆三 | 佐藤真人        | 佐藤真人     | 河村明夫                  |
| 102  | 5月21日         | 丼（どんぶり）VSのり巻き        | 山崎晴哉 | 池野文雄        | 吉田実       | 吉田実                    |
| 103  | 5月28日         | グルメ志向                      | 田波靖男 | 久米一成        | 久米一成     | 奈須川充                  |
| 104  | 6月4日          | 二代目の腕 ※                    | 中西隆三 | 川島宏          | 川島宏       | 吉田実                    |
| 105  | 6月11日         | 五年目のパスタ                  | 田波靖男 | 久米一成        | 久米一成     | 奈須川充                  |
| 106  | 6月18日         | 思い出のメニュー                | 山崎晴哉 | 高柳哲司        | 佐藤真人     | 河村明夫                  |
| 107  | 6月25日         | 海のマツタケご飯                | 山崎晴哉 | 遠藤徹哉        | 佐藤真人     | 河村明夫                  |
| 108  | 7月2日          | 梅干しの雨※                     | 中西隆三 | 竹内啓雄        | 川島宏       | 上條修                    |
| 109  | 7月9日          | 杜氏と水 ※                      | 山崎晴哉 | 福富博          | 佐藤真人     | 河村明夫 奈須川充         |
| 110  | 7月16日         | 柔らかい酢                      | 中西隆三 | 高柳哲司        | 川島宏       | 山中英二                  |
| 111  | 7月23日         | 料理と絵ごころ                  | 田波靖男 | 寺東克己        | 久米一成     | 上條修                    |
| 112  | 7月30日         | ほうじ茶の心                    | 山崎晴哉 | 佐藤真人        | 佐藤真人     | 河村明夫                  |
| 113  | 8月13日         | 涼風そうめん                    | 田波靖男 | 久米一成        | 久米一成     | 奈須川充                  |
| 114  | 9月3日          | 古酒（クースー）                | 中西隆三 | 寺東克巳        | 川島宏       | 上條修                    |
| 115  | 9月17日         | スパイスの秘密                  | 山崎晴哉 | 寺東克巳        | 佐藤真人     | 河村明夫                  |
| 116  | 10月15日        | 新しい企画                      | 田波靖男 | 寺東克巳        | 松園公       | 高橋敏雄                  |
| 117  | 10月22日        | 禁断の鳥                        | 山崎晴哉 | 川島宏          | 川島宏       | 上條修                    |
| 118  | 10月29日        | 挑戦精神                        | 中西隆三 | 佐藤真人        | 辻久子       | 宍戸久美子                |
| 119  | 11月5日         | 日本の根っこ                    | 田波靖男 | 寺東克巳        | 寺東克巳     | 中沢一登                  |
| 120  | 11月12日        | ジャンボ茶碗蒸し                | 中西隆三 | 小林孝志        | 水島努       | 奈須川充                  |
| 121  | 11月19日        | 命と器                          | 山崎晴哉 | 高柳哲司        | 川島宏       | 上條修                    |
| 122  | 11月26日        | 辛し明太子                      | 中西隆三 | 佐藤真人        | 佐藤真人     | 河村明夫                  |
| 123  | 12月3日         | 究極VS至高 対決!!スパゲッティ ※ | 山崎晴哉 | 寺東克己        | 寺東克己     | 中沢一登                  |
| 124  | 12月10日        | 恥ずかしい料理                  | 田波靖男 | 久米一成        | 水島努       | 奈須川充                  |
| 125  | 12月17日        | 年越しうどん                    | 中西隆三 | 久米一成        | むとうゆうじ | 高橋としお                |
| 126  | 1992年 1月7日   | タイのタイ                      | 田波靖男 | 高柳哲司        | 川島宏       | 上條修                    |
| 127  | 1月14日         | 二人の花嫁候補                  | 田波靖男 | 寺東克己        | 水島努       | 奥野浩行                  |
| 128  | 1月21日         | カジキの真価                    | 山崎晴哉 | 佐藤真人        | 佐藤真人     | 河村明夫                  |
| 129  | 1月28日         | ピザの横綱                      | 田波靖男 | 高柳哲司        | むとうゆうじ | 高橋としお                |
| 130  | 2月4日          | いわしの心                      | 山崎晴哉 | 寺沢伸介        | 牧野滋人     | 中沢一登                  |
| 131  | 2月11日         | 究極VS至高 菓子対決!!           | 中西隆三 | 松園公          | 松園公       | 寺沢伸介                  |
| 132  | 2月18日         | 天日の贈り物                    | 山崎晴哉 | 高柳哲司        | 川島宏       | 奥野浩行                  |
| 133  | 2月25日         | 猿蟹合戦                        | 山崎晴哉 | 竹内啓雄        | 松園公       | 上條修                    |
| 134  | 3月3日          | カレイとヒラメ                  | 中西隆三 | 牧野滋人        | むとうゆうじ | 高橋としお                |
| 135  | 3月10日         | 究極の披露宴（前編）            | 田波靖男 | 竹内啓雄        | 佐藤真人     | 河村明夫                  |
| 136  | 3月17日         | 究極の披露宴（後編）            | 田波靖男 | 寺東克己        | 佐藤真人     | 河村明夫                  |
| SP   | 12月11日        | 究極対至高 長寿料理対決!!       | 山崎晴哉 | 竹内啓雄 鈴木行 | 鈴木行       | 河南正昭                  |
| SP   | 1993年 12月3日  | 日米コメ戦争                    | 山崎晴哉 | 竹内啓雄 鈴木行 | 鈴木行       | 河南正昭                  |

### 放送局（テレビアニメ）
※放送時間は1992年3月終了時点（テレビ長崎については1990年3月中旬 - 4月上旬に放送された時間、宮崎放送と琉球放送については1990年9月中旬 - 10月上旬に放送された時間）、放送系列は放送当時のものとする。
| 放送地域       | 放送局         | 放送時間                                | 放送系列                                     | 備考                                                                                         |
| -------------- | -------------- | --------------------------------------- | -------------------------------------------- | -------------------------------------------------------------------------------------------- |
| 関東広域圏     | 日本テレビ     | 月曜 19:30 - 20:00 → 火曜 19:30 - 20:00 | 日本テレビ系列                               | 制作局                                                                                       |
| 北海道         | 札幌テレビ     | 月曜 19:30 - 20:00 → 火曜 19:30 - 20:00 | 日本テレビ系列                               |                                                                                              |
| 青森県         | 青森放送       | 月曜 19:30 - 20:00 → 火曜 19:30 - 20:00 | 日本テレビ系列                               | 1991年9月まではテレビ朝日系列とのクロスネット局。                                            |
| 岩手県         | テレビ岩手     | 月曜 19:30 - 20:00 → 火曜 19:30 - 20:00 | 日本テレビ系列                               |                                                                                              |
| 秋田県         | 秋田放送       | 月曜 19:30 - 20:00 → 火曜 19:30 - 20:00 | 日本テレビ系列                               |                                                                                              |
| 山形県         | 山形放送       | 月曜 19:30 - 20:00 → 火曜 19:30 - 20:00 | 日本テレビ系列 テレビ朝日系列                |                                                                                              |
| 宮城県         | ミヤギテレビ   | 月曜 19:30 - 20:00 → 火曜 19:30 - 20:00 | 日本テレビ系列                               |                                                                                              |
| 福島県         | 福島中央テレビ | 月曜 19:30 - 20:00 → 火曜 19:30 - 20:00 | 日本テレビ系列                               |                                                                                              |
| 山梨県         | 山梨放送       | 月曜 19:30 - 20:00 → 火曜 19:30 - 20:00 | 日本テレビ系列                               |                                                                                              |
| 新潟県         | テレビ新潟     | 月曜 19:30 - 20:00 → 火曜 19:30 - 20:00 | 日本テレビ系列                               |                                                                                              |
| 静岡県         | 静岡第一テレビ | 月曜 19:30 - 20:00 → 火曜 19:30 - 20:00 | 日本テレビ系列                               |                                                                                              |
| 富山県         | 北日本放送     | 月曜 19:30 - 20:00 → 火曜 19:30 - 20:00 | 日本テレビ系列                               |                                                                                              |
| 福井県         | 福井放送       | 月曜 19:30 - 20:00 → 火曜 19:30 - 20:00 | 日本テレビ系列 テレビ朝日系列                | 1989年3月までは日本テレビ系列単独加盟局。                                                    |
| 中京広域圏     | 中京テレビ     | 月曜 19:30 - 20:00 → 火曜 19:30 - 20:00 | 日本テレビ系列                               |                                                                                              |
| 近畿広域圏     | 読売テレビ     | 月曜 19:30 - 20:00 → 火曜 19:30 - 20:00 | 日本テレビ系列                               |                                                                                              |
| 鳥取県・島根県 | 日本海テレビ   | 月曜 19:30 - 20:00 → 火曜 19:30 - 20:00 | 日本テレビ系列                               |                                                                                              |
| 広島県         | 広島テレビ     | 月曜 19:30 - 20:00 → 火曜 19:30 - 20:00 | 日本テレビ系列                               |                                                                                              |
| 山口県         | 山口放送       | 月曜 19:30 - 20:00 → 火曜 19:30 - 20:00 | 日本テレビ系列 テレビ朝日系列                |                                                                                              |
| 徳島県         | 四国放送       | 月曜 19:30 - 20:00 → 火曜 19:30 - 20:00 | 日本テレビ系列                               |                                                                                              |
| 香川県・岡山県 | 西日本放送     | 月曜 19:30 - 20:00 → 火曜 19:30 - 20:00 | 日本テレビ系列                               |                                                                                              |
| 愛媛県         | 南海放送       | 月曜 19:30 - 20:00 → 火曜 19:30 - 20:00 | 日本テレビ系列                               |                                                                                              |
| 高知県         | 高知放送       | 月曜 19:30 - 20:00 → 火曜 19:30 - 20:00 | 日本テレビ系列                               |                                                                                              |
| 福岡県         | 福岡放送       | 月曜 19:30 - 20:00 → 火曜 19:30 - 20:00 | 日本テレビ系列                               |                                                                                              |
| 熊本県         | 熊本県民テレビ | 月曜 19:30 - 20:00 → 火曜 19:30 - 20:00 | 日本テレビ系列                               |                                                                                              |
| 長野県         | テレビ信州     | 火曜 19:30 - 20:00                      | 日本テレビ系列                               | 1991年3月まではテレビ朝日系列とのクロスネット局。 クロスネット時代は日曜 9:00 - 9:30に放送。 |
| 石川県         | テレビ金沢     | 火曜 19:30 - 20:00                      | 日本テレビ系列                               | 第65話から放送。                                                                             |
| 長崎県         | テレビ長崎     | 月曜 16:30 - 17:00                      | フジテレビ系列 日本テレビ系列                | 途中で打ち切り。                                                                             |
| 長崎県         | 長崎国際テレビ | 火曜 19:30 - 20:00                      | 日本テレビ系列                               | 第99話から放送。                                                                             |
| 大分県         | テレビ大分     | 火曜 16:00 - 16:30                      | 日本テレビ系列 フジテレビ系列 テレビ朝日系列 |                                                                                              |
| 宮崎県         | 宮崎放送       | 金曜 17:00 - 17:30                      | TBS系列                                      | 1990年9月で打ち切り。                                                                        |
| 鹿児島県       | 鹿児島テレビ   | 日曜 18:00 - 18:30                      | 日本テレビ系列 フジテレビ系列                |                                                                                              |
| 沖縄県         | 琉球放送       | 金曜 17:30 - 18:00                      | TBS系列                                      | 途中で打ち切り。1992年3月終了時点では放送無し。                                              |

| 日本テレビ系列 月曜 19:30 - 20:00                     | 日本テレビ系列 月曜 19:30 - 20:00                                                                 | 日本テレビ系列 月曜 19:30 - 20:00                                                                     |
| 前番組                                                | 番組名                                                                                            | 次番組                                                                                                |
| ----------------------------------------------------- | ------------------------------------------------------------------------------------------------- | --- |
| 燃える!お兄さん （1988年3月14日 - 9月19日）           | 美味しんぼ（第1話 - 第43話） （1988年10月17日 - 1989年9月25日） - ※ここまで日本テレビ制作のアニメ | YAWARA! a fashionable judo girl! （1989年10月16日 - 1992年9月21日） - ※ここから読売テレビ制作のアニメ |
| 日本テレビ系列 火曜 19:30 - 20:00                     |                                                                                                   | |
| クイズ!!体にいいTV （1988年10月11日 - 1989年9月19日） | 美味しんぼ（第44話 - 第136話） （1989年10月17日 - 1992年3月17日） - ※本番組のみアニメ枠           | クイズ どんなMONだい?! （1992年4月21日 - 1994年3月22日）                                              |

#### 再放送
CS放送局のテレ朝チャンネルで再放送された時にはOP映像が一貫して「Dang Dang 気になる」に差し替えられたり、次回予告カットなど変更が施されていたが、2017年4月4日よりBS12トゥエルビにてデジタルリマスター版（Blu-ray用HDリマスターと思われる）の放送が開始され、初代OP映像が復活している。主題歌の差し替えが行なわれていない点ではオリジナルに近いが、セレクション放送のため次回予告はカットされているほか、欠番回もスキップされて放送されている。また毎回、海原雄山との対決が描かれる話が必ず一話挿入されるため、海原雄山が登場しない回が連続して複数あった場合には、間に放送された通常回もカットされている（BS12の放送は2度の放送曜日変更ののち、9月9日の第26回で終了。字幕による最終回告知は行われず、番組公式ページで示されるのみであった）。

#### ネット配信
DVD・Blu-rayの発売に合わせて、2016年11月からは動画配信サイトのGYAO!やAmazonプライム・ビデオで第一話から次回予告を含めノーカットで配信されている。ただし、再放送における欠番の回は配信されていない。
またインターネットテレビ局、AbemaTVの「家族アニメチャンネル」にて2017年1月1日からデジタルリマスター版による再放送を開始。同チャンネルで再放送されるシンエイ動画作品とは違い、オープニングからエンディングまでノーカットで放送されている。ただし次回予告はカットされている。

### 関連商品
日本テレビグループのバップが一時期VHSでリリース（話数ではなく、タイトル別となっている）されていたが、その後全巻廃盤となっており、長らくDVD化・Blu-ray化は行われていなかった。しかし、2016年12月から映像を高解像度化したデジタルリマスター版のDVDおよびBlu-rayが、BOX形態で随時リリースされた。
BD / DVD
| 巻   | 発売日         | 収録話                  | 規格品番   | 規格品番   | 特典                                                     |
| 巻   | 発売日         | 収録話                  | BD         | DVD        | 特典                                                     |
| ---- | -------------- | ----------------------- | ---------- | ---------- | -------------------------------------------------------- |
| BOX1 | 2016年12月21日 | 第1話 - 第48話          | VPXY-71483 | VPBY-14548 | 全3BOX連動特典応募者全員プレゼントキャンペーン応募券     |
| BOX2 | 2017年3月22日  | 第49話 - 第96話         | VPXY-71484 | VPBY-14549 | 全3BOX連動特典応募者全員プレゼントキャンペーン応募券     |
| BOX3 | 2017年6月21日  | 第97話 - 第136話、SP2話 | VPXY-71485 | VPBY-14550 | 全3BOX連動特典応募者全員プレゼントキャンペーン応募ハガキ |

CD
| 発売日        | タイトル                                               | 規格品番  |
| ------------- | ------------------------------------------------------ | --------- |
| 2017年6月21日 | 美味しんぼ オリジナル・サウンドトラック アンティパスト | VPCG-8351 |

## テレビドラマ

### 美味しんぼ（唐沢寿明版）
1994年から1999年までフジテレビ系の2時間ドラマ「金曜エンタテイメント」で放送されたシリーズ。全5回。主演は唐沢寿明。平均視聴率16.8%

#### キャスト（唐沢寿明版）
- 山岡士郎 - 唐沢寿明
- 栗田ゆう子 - 石田ゆり子（パート1、2、3）、富田靖子（パート4、5）
- 海原雄山 - 原田芳雄（パート1）、江守徹（パート2 - 5）
- 京極万太郎 - 伊東四朗
- 岡星精一 - 益岡徹
- 岡星良三 - 元木行哉
- 岡星冬美 - 森口瑤子（パート2）
- 唐山陶人 - 田村高廣（パート1、3、5）、内田朝雄（パート2）、久米明（パート4）
- 大原社主 - 中条静夫（パート1）、鈴木瑞穂（パート2、3）、船越英二（パート4）、神山繁（パート5）
- 谷村文化部長 - 秋野太作（パート1）、大河内浩（パート2 - 5）
- 富井文化副部長 - 津村秀祐（パート1）、本間しげる（パート2 - 5）
- 周懐徳（周大人） - 仲谷昇（パート2）
- 二木まり子 - 宮崎彩子（パート3、4、5）
- 中川チヨ - 岡本麗（パート1、パート4-5）
- 近城勇 - 羽場裕一（パート5）

#### スタッフ（唐沢寿明版）
- 企画 - 清水賢治、小林義和（パート1）、小川晋一（パート3）
- 脚本 - 土屋斗紀雄
- 演出 - 藤田明二
- 音楽 - 周防義和、種ともこ（2人共パート1のみ）
- プロデュース - 三宅川敬輔
- 技術協力 - 東通（パート1 - 3）、トムキャット（パート4・5）
- 美術協力 - 日活撮影所（パート1 - 3）、フジアール（パート4・5）
- 制作プロダクション - イースト

#### 放送日程（唐沢寿明版）
- 第2作は関西テレビでは、3日前に発生した阪神・淡路大震災の影響から放送が見送られ、別作品に差し替えられた（第2作の振替放送が行われたかどうかについては不明）。
- 第4作は秋のグルメ特別企画として水曜日21:00 - 23:09に放送。

| 話数 | 放送日         | サブタイトル                                                       | 脚本       | 演出     |
| ---- | -------------- | ------------------------------------------------------------------ | ---------- | -------- |
| 1    | 1994年01月07日 | 超豪華珍品グルメ フグ&タイ究極の味くらべ!!これがホンモノの料理だ!! | 土屋斗紀雄 | 藤田明二 |
| 2    | 1995年01月20日 | 超豪華珍品料理 卵&カキ&蒸し焼き究極の味くらべ 勝者はどっちだ?      | 土屋斗紀雄 | 藤田明二 |
| 3    | 1996年11月01日 | 究極VS至高 生命の対決!                                             | 土屋斗紀雄 | 藤田明二 |
| 4    | 1997年10月08日 | 究極VS至高 心の対決!                                               | 土屋斗紀雄 | 藤田明二 |
| 5    | 1999年08月20日 | 究極VS至高 最後の対決!?                                            | 土屋斗紀雄 | 藤田明二 |

### 新・美味しんぼ（松岡昌宏版）
2007年から2009年までフジテレビ系の「土曜プレミアム」で放送されたシリーズ。全3回。主演は松岡昌宏。

#### キャスト（松岡昌宏版）
- 山岡士郎 - 松岡昌宏（TOKIO）
- 栗田ゆう子 - 優香
- 海原雄山 - 松平健
- 富井副部長 - 松澤一之
- 田畑絹江 - 中島ひろ子
- 花村典子 - 津乃村真子
- 二木まり子 - 上原さくら
- 近城勇 - 木村彰吾
- 京極万太郎 - 伊東四朗、北村総一朗（PART3）
- 岡星精一 - 益岡徹
- 岡星良三 - 徳山秀典、川岡大次郎（PART3）
- 団一男（原作では「一郎」） - 小田井涼平
- 唐山陶人 - 麿赤兒
- 丿貫（へちかん） - 谷啓（PART1）
- 大原社主 - 神山繁
- 西健一郎 - （本人が特別出演）
- 角丸幹事長 - 山下真司（PART3）
- 松川記者 - 相島一之
- 中川チヨ - 大島蓉子
- 相川料理長 - ベンガル
- 氷岩人事局長 - 浅野和之

#### スタッフ（松岡昌宏版）
- 脚本 - 倉成柊一郎、樫田正剛
- 演出 - 浜本正機
- 技術協力 - フォーチュン
- 美術協力 - フジアール、アックス
- ポスプロ - マックレイ
- 制作管理 - シネハウス
- スタジオ - 角川大映スタジオ、東映東京撮影所
- プロデュース - 三宅川敬輔
- 企画協力 - レン・コミュニケーションズ、小学館
- 制作協力 - 素浪人
- 制作プロダクション - オー・エル・エム

#### 放送日程（松岡昌宏版）
| 話数 | 放送日         | サブタイトル                                                                                     | 脚本       | 演出     | 視聴率 |
| ---- | -------------- | ------------------------------------------------------------------------------------------------ | ---------- | -------- | ------ |
| 1    | 2007年01月20日 |                                                                                                  | 倉成柊一郎 | 浜本正機 | 14.1%  |
| 2    | 2007年11月17日 | 華麗なる料理の対決 士郎の究極のメニュー雄山の至高のメニュー因縁の父子の愛憎劇と2人を繋ぐ秘密の味 | 倉成柊一郎 | 浜本正機 | 11.1%  |
| 3    | 2009年11月14日 | 海原雄山VS究極七人のサムライ!                                                                    | 樫田正剛   | 浜本正機 |        |

### テレビ関連の特別番組
2007年1月16日、フジテレビの単発特別番組枠『カスペ!』にて『美味しんぼ塾 ラーメン道〜日本全県グランプリ〜』が放送された。本作とはほぼ無縁の、ラーメン特集番組だった。
- 司会：徳光和夫、秋元優里（フジテレビアナウンサー）
- 審査員：荒俣宏、勝俣州和、菊川怜、榊原郁恵、篠井英介、清水ミチコ、タカアンドトシ、高田延彦、優香、松岡昌宏（特別応援）・松岡と優香は実写ドラマで主演。
- 特別審査員：雁屋哲（原作者）、岸朝子、大崎裕史

勝負は日本全国から代表となったラーメンを審査員が点数制による審査、上位2店が麺とスープのみのラーメンで決勝審査を行う。☆が優勝、★が準優勝。
- 北海道代表「北の花咲や」（札幌市）☆ ※一身上の理由から休業
- 東北代表「山忠村上」（青森県）※店主引退により閉店
- 中部代表「喜八」（富山県）
- 関東代表「69'N'ROLL ONE」（神奈川県）※大阪へ移転
- 関西代表「カドヤ食堂」（大阪府）
- 九州代表「博多新風」（福岡県）★

## 映画
設定についてはかなりの変更があり、大原社主が昔から士郎の後見人になっていたりと、ごく基本の設定だけを生かしたほとんどオリジナルの作品となっている。原作者は「映画である以上リアリティを追求するのはやむを得ない」とこの改変を（公的な場では）承認している。
海原雄山が漫画原作のような偉丈夫ではなく、モデルの北大路魯山人に近いイメージの三國連太郎が演じていて、性格も原作ほどの激しさはなくなっている。三國が雄山を演じることについては、原作者の要望である。士郎と雄山の配役を、実の親子である佐藤浩市と三國が演じていることが話題になったが、これも三國に雄山役のオファーがあった際に、三國が士郎役として佐藤を指名している。
三國と佐藤はこの当時は確執があり、親子でありながら互いに「佐藤くん」「三國さん」と名字で呼び合う関係であり、会見でもかなり気まずい雰囲気であり、ほとんど役柄そのままの状態だった。海原の妻には「はつえ」という名前が付けられている。
- 製作年 - 1996年
- 製作 - 松竹、フジテレビジョン、ポニーキャニオン、小学館、博報堂DYメディアパートナーズ
- 配給 - 松竹
- 主題歌 - BE∀T BOYS（THE ALFEE）「エピキュリアン」
- 公開日 - 1996年4月13日
- 上映時間 - 105分

### キャスト（映画）
- 山岡士郎 - 佐藤浩市
- 栗田ゆう子 - 羽田美智子
- 里美 - 遠山景織子
- 中川 - 竜雷太
- 大原大蔵 - 芦田伸介
- 花見小路辰之丈 - 田中邦衛
- トメ - 樹木希林
- 京極万太郎 - 財津一郎
- 三川 - 柴俊夫
- 井戸正子 - 清川虹子
- 料亭「花山」女将 - 赤座美代子
- 小泉編集局長 - 石田太郎
- 谷村文化部長 - 仙波和之
- 富井文化部副部長 - 笹野高史
- 花村典子 - 鳥越マリ
- 田畑絹江 - 種子正
- 築地の店員 - 河原さぶ
- 社長秘書 - 綺田由夏
- レポーター - 武藤まき子
- 海原雄山 - 三國連太郎
- 平田満、渥美国泰、小松方正、南原宏治、砂塚秀夫、飯島大介、浅見小四郎、掛田誠、高杉航大、芦田由夏　ほか

### スタッフ（映画）
- 監督 - 森﨑東
- 脚本 - 丸内敏治、梶浦政男
- 音楽 - 井上堯之
- 音楽プロデューサー - 飯田則子、高石真美
- 撮影 - 東原三郎
- 照明 - 粟木原毅
- 美術 - 横山豊
- 編集 - 鶴田益一
- 衣装（デザイン） - 宮田孝、鳥野圭子
- 録音 - 原田真一
- 調音 - 松本隆司
- スクリプター - 長谷川幸子
- 製作担当 - 小松護
- 監督補 - 梶浦政男
- 助監督 - 太田聖規、佐々江智明、石川勝己、間宮浩之、河村尚、国分洋
- 現像 - IMAGICA
- 製作者 - 奥山和由、村上光一、田中迪、峰谷紀生、大野茂
- 企画プロデューサー - 瀬島光雄
- プロデューサー - 中川滋弘、田沢連二、久板順一朗、武政克彦、亀井修、齋藤久臣

## ゲーム

### 美味しんぼ DSレシピ集
2007年3月8日、バンダイナムコゲームス・ナムコレーベルから発売。収録レシピは119種類。各料理のレシピのほか、その料理が登場する原作漫画（各1 - 3ページ）、材料や道具・技法などの豆知識、それらの情報を用いた「クイズ究極VS至高」が収録されている。